# Breeding the Spawn
Albums de Suffocation
Effigy of the Forgotten Pierced from Within

Breeding the Spawn est le second album studio de Suffocation sorti en 1993. Malgré la grande qualité intrinsèque des compositions, cet album souffre d'une production "baclée". En effet, en comparaison avec le précédent album Effigy of the forgotten, celui-ci manque cruellement de relief avec des guitares en retrait. 
Le titre Breeding the spawn sera réenregistré sur l'album suivant Pierced from Within (1995) avec quelques changements au niveau de la batterie (Mike Smith étant remplacé par Doug Bohn).
Le groupe réenregistre petit à petit cet album en ajoutant un titre à chaque nouvelle production. Prelude to Repulsion est réenregistré sur l'album éponyme Suffocation (2006) et Marital Decimation sur le nouvel album en date Blood Oath (2009).

## Track listing
1. "Beginning of Sorrow"   – 4:17
2. "Breeding the Spawn"   – 4:47
3. "Epitaph of the Credulous"   – 3:45
4. "Marital Decimation"   – 4:06
5. "Prelude to Repulsion"   – 4:50
6. "Anomalistic Offerings"   – 4:41
7. "Ornaments of Decrepancy"   – 4:42
8. "Ignorant Deprivation"   – 4:50

## Credits
- Frank Mullen - chant
- Terrance Hobbs - guitare
- Mike Smith - batterie
- Doug Cerrito - guitare
- Chris Richards - basse